# Adelobasileus cromptoni
Az Adelobasileus cromptoni az emlősszerűek (Synapsida) osztályába és a Mammaliaformes csoportjába tartozó fosszilis faj.

## Tudnivalók
Az Adelobasileus cromptoni a késő triászkorszaki emlősszerűek közé tartózik. Az állat 225 millió évvel élt ezelőtt. E fajból csak egy hiányos koponya van; ezt Texas nyugati részén levő Tecovas formation-ban találták meg.
Az Adelobasileus megelőzi a legtöbb emlősszerű cynodontiát és az összes Mammaliaformes-fajt legalább 10 millió évvel. Az állat koponyáján található csigaház arra utal, hogy az Adelobasileus cynodontiák és triász kori emlősök átmenete. Emiatt az őslénykutatók szerint ez az állat az összes mai emlős közös őse, vagy legalább a közös ős közeli rokona.

### Fordítás
- Ez a szócikk részben vagy egészben  az   Adelobasileus című angol Wikipédia-szócikk fordításán alapul.  Az eredeti cikk szerkesztőit annak laptörténete sorolja fel. Ez a jelzés csupán a megfogalmazás eredetét és a szerzői jogokat jelzi, nem szolgál a cikkben szereplő információk forrásmegjelöléseként.